# Chambéry Savoie HB
Chambéry Savoie er en fransk håndboldklub, der kommer fra Chambéry i Savoie. Klubben, der er etableret i 1990, spiller i den franske håndboldliga, Ligue Nationale de Handball. Klubben har vundet det franske mesterskab én gang, nemlig i 2001.